# Brodhead (Wisconsin)
Brodhead és una ciutat dels Estats Units a l'estat de Wisconsin. Segons el cens del 2000 tenia 3.180 habitants.

## Demografia
Segons el cens del 2000, Brodhead tenia 3.180 habitants, 1.301 habitatges, i 876 famílies. La densitat de població era de 753,3 habitants per km².
Dels 1.301 habitatges en un 33,3% hi vivien nens de menys de 18 anys, en un 51,8% hi vivien parelles casades, en un 10,8% dones solteres, i en un 32,6% no eren unitats familiars. En el 28,2% dels habitatges hi vivien persones soles el 12,8% de les quals corresponia a persones de 65 anys o més que vivien soles. El nombre mitjà de persones vivint en cada habitatge era de 2,43 i el nombre mitjà de persones que vivien en cada família era de 2,96.
Per edats la població es repartia de la següent manera: un 26,7% tenia menys de 18 anys, un 7,4% entre 18 i 24, un 28,7% entre 25 i 44, un 20,7% de 45 a 60 i un 16,6% 65 anys o més.
L'edat mediana era de 36 anys. Per cada 100 dones de 18 o més anys hi havia 89,1 homes.
La renda mediana per habitatge era de 36.506 $ i la renda mediana per família de 46.199 $. Els homes tenien una renda mediana de 32.031 $ mentre que les dones 24.442 $. La renda per capita de la població era de 17.455 $. Aproximadament el 6,6% de les famílies i el 7,3% de la població estaven per davall del llindar de pobresa.

## Poblacions més properes
El següent diagrama mostra les poblacions més properes.